# インターTEC
インターTEC（インターテック、INTER TEC、INTERNATIONAL TOURING CAR ENDURANCE CHAMPIONSHIP IN JAPAN、国際ツーリングカー耐久レース）は、1985年（昭和60年）から1998年（平成10年）まで、日本の富士スピードウェイで開催されていたツーリングカーレース。

## 概要
1985年から1993年までがグループA規定によるセミ耐久レース、1994年から1998年までがFIAクラス2規定（2Lの4ドア車両）によるスプリントレース（×2レース）で争われた。いずれも全日本ツーリングカー選手権（JTC/JTCC）の1戦として開催されたが、1987年は世界ツーリングカー選手権（WTC）のタイトルもかけられた。
主催はビクトリー・サークル・クラブ（VICIC）とフジテレビ。フジテレビは録画ながら同日夕刻にテレビ放送を行ったほか、事前イベントやテレビでの告知を行うなど人気向上に一役買った。

## 歴史

### 日欧対戦
開始当初はヨーロッパから遠征して来たボルボ・240ターボ、ジャガー・XJ-S、ホールデン・コモドア、フォード・シエラRS500、BMW・M3等と、全日本ツーリングカー選手権を戦う三菱・スタリオンやトヨタ・スープラ、日産・スカイライン、ホンダ・シビックなどの国産マシンで参戦する日本勢との戦いが目玉であった。

### 国内化と人気の高まり
しかし、1988年以降にヨーロッパでグループA規定が衰退すると、これまでのように遠征してくるヨーロッパのチームも減少し、インターTECのみにスポット参戦を行う香港やタイ王国のチームやドライバーも存在したものの、全日本ツーリングカー選手権シリーズの1戦となっていく。
国際性が薄れていく中で人気が陰ることも危惧されたが、バブル景気に伴うモータースポーツ人気を受けて参戦台数、人気ともに衰えることはなかった。さらに1990年以降、R32日産・スカイラインGT-Rの登場で、全日本ツーリングカー選手権の人気が高まったことを受け、インターTECは更に人気が高まり、グループA最後の年となった1993年には主催者発表で94,600人の動員を記録する。

### 現在
全日本ツーリングカー選手権（JTCC）がヨーロッパで人気のクラス2規定を導入した1994年以降、国際性が再度高まることも期待されたが、海外からのチームのエントリーはほとんどなかった。さらに全日本ツーリングカー選手権の動員力も低下し、同シリーズが終了した1998年以降は開催されなくなった。その後はスーパー耐久シリーズの一戦に、「SUPER TEC」（スーパーTEC）の名称が冠せられ、2018年からの富士24時間レースへと繋がっていく。

## 歴代優勝車/ドライバー

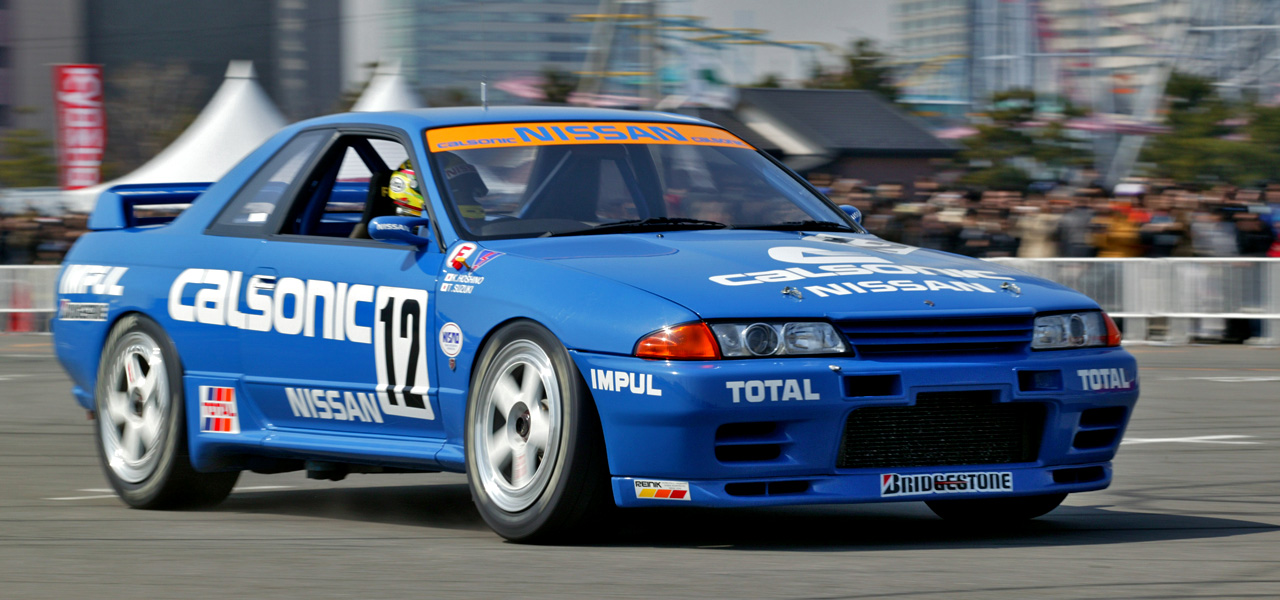
日産・スカイラインGT-R

- 1985年：ボルボ・240ターボ（ジークフリート・ミューラー / ピエール・デュドネ）
- 1986年：ボルボ・240ターボ（ジョニー・チェコット / アンデルス・オロフソン）
- 1987年：フォード・シエラRS500（クラウス・ルドヴィック/ クラウス・ニーヅビーズ）
- 1988年：フォード・シエラRS500（クラウス・ニーヅビーズ / 横島久）
- 1989年：フォード・シエラRS500（クラウス・ニーヅビーズ / アラン・モファット）
- 1990年：日産・スカイラインGT-R（星野一義 / 鈴木利男）
- 1991年：日産・スカイラインGT-R（星野一義 / 鈴木利男）
- 1992年：日産・スカイラインGT-R（アンデルス・オロフソン / 木下隆之）
- 1993年：日産・スカイラインGT-R（横島久 / トム・クリステンセン）
- 1994年：第1レース 日産・プリメーラ（星野一義）　/ 第2レース ヴォクスホール・カヴァリエ（アンソニー・レイド）
- 1995年：第1レース BMW・318i（スティーブ・ソパー）　/ 第2レース 日産・プリメーラ（星野一義）
- 1996年：第1レース トヨタ・コロナエクシヴ（エリック・コマス） / 第2レース 日産・プリメーラ（アンソニー・レイド）
- 1997年：第1レース ホンダ・アコード（中子修 / 第2レース 日産・プリメーラ（星野一義）
- 1998年：トヨタ・コロナエクシヴ（金石勝智）